# Музей Даппера
48°52′18″ пн. ш. 2°17′17″ сх. д. / 48.871671° пн. ш. 2.288151° сх. д.

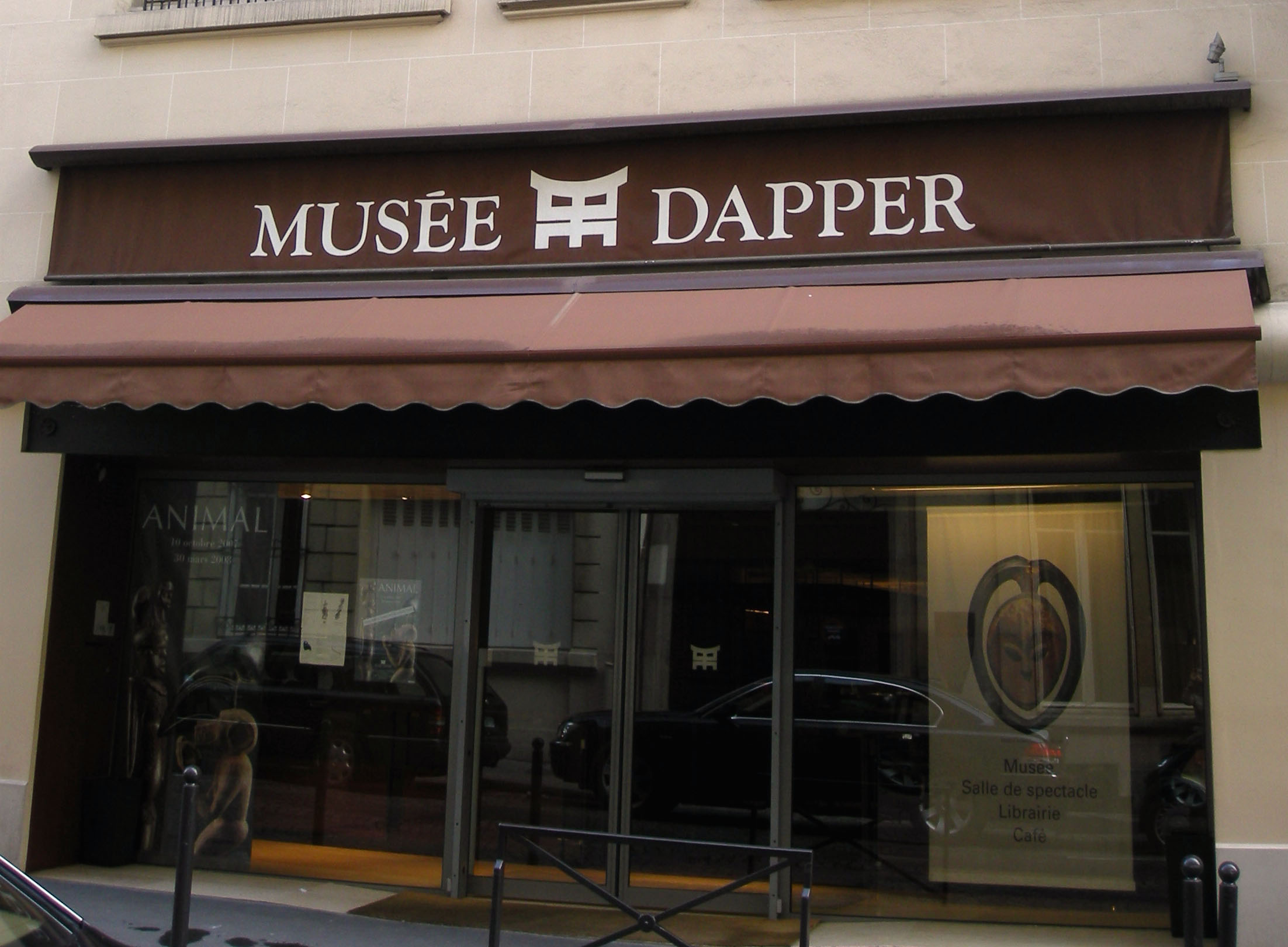
Музей у 2008 році

Музей Даппера (фр. Musée Dapper) — приватний музей, утворений в 1986 році. Розташовувався в старовинному будинку 16-го округу Парижа та був присвячений древньому і сучасному мистецтву народів Африки і Карибського басейну. Закритий 18 червня 2017 року.
Музей щорічно проводив дві тимчасові експозиції. Власних експонатів не мав. Займався виданням книг і альбомів, організовував програми для дітей під час шкільних канікул.